# Жанаев, Раджап
Раджап Жанаев (20 апреля 1954, Первомайское — 31 июля 1990, Фрунзе) — заслуженный тренер Киргизской ССР, мастер спорта СССР по вольной борьбе.

## Биография
Родился 20 апреля 1954 года в селе Первомайское Ленинпольского района Таласской области.
С 1976 года Раджап работал тренером-преподавателем в Республиканском училище олимпийского резерва (РУОР), где воспитал многих спортсменов-борцов, в том числе чемпионов мира.
В июле 1990 года, в возрасте 36 лет, трагически погиб в автокатастрофе.

## Тренерская работа
За короткое время своей тренерской деятельности Жанаев успел подготовить ряд спортсменов высокого уровня. Девять его учеников стали мастерами спорта СССР и мастерами спорта международного класса.
Среди его воспитанников:
- М. Кибраев завоевал бронзовую медаль на Всесоюзной спартакиаде школьников СССР,
- А. Н. Сулайманов — призёр юношеского первенства СССР.
- Ш. Аргимбаев стал серебряным призёром первенства СССР в 1990 году и в том же году завоевал звание чемпиона мира среди юношей на соревнованиях в Турции[3].
- А. Торогельдиев стал чемпионом мира среди юниоров в Будапеште, Венгрия.
- М. Бобурбеков завоевал серебряную медаль на Азиатских играх в Хиросиме, Япония, а также бронзовую медаль на чемпионате Азии в 1995 году в Маниле, Филиппины, участник Олимпийских игр в Сиднее.

В память о Раджапе Жанаеве ежегодно проводится Международный турнир по вольной борьбе.